# Mistrovství světa v zápasu řecko-římském 1997
Mistrovství světa v zápasu řecko-římském proběhlo ve Vratislavi, Polsko v roce 1997.

## Výsledky
| Kategorie | Podrobnosti | Zlato                      | Stříbro                  | Bronz                      |
| --------- | ----------- | -------------------------- | ------------------------ | -------------------------- |
| -54 kg    | podrobně    | Ercan Yıldız (TUR)         | Va'an Džu'arjan (ARM)    | Alfred Ter-Mkrtčjan (GER)  |
| -58 kg    | podrobně    | Jurij Melnyčenko (KAZ)     | Rafik Simonjan (RUS)     | Armen Nazarjan (BUL)       |
| -63 kg    | podrobně    | Şeref Eroğlu (TUR)         | Nikolaj Monov (RUS)      | Włodzimierz Zawadzki (POL) |
| -69 kg    | podrobně    | Son Sang-pil (KOR)         | Alexandr Treťjakov (RUS) | Ender Memet (ROU)          |
| -76 kg    | podrobně    | Marko Yli-Hannuksela (FIN) | Tamás Berzicza (HUN)     | Filiberto Azcuy (CUB)      |
| -85 kg    | podrobně    | Sergej Cvir (RUS)          | Hamza Yerlikaya (TUR)    | Thomas Zander (GER)        |
| -97 kg    | podrobně    | Giorgi Koguašvili (RUS)    | Anatolij Fedorenko (BLR) | Andrzej Wroński (POL)      |
| -130 kg   | podrobně    | Alexandr Karelin (RUS)     | Mihály Deák-Bárdos (HUN) | Héctor Milián (CUB)        |